# Malacomys edwardsi
Malacomys edwardsi — вид гризунів, який зустрічається в Кот-д'Івуарі, Гані, Гвінеї, Ліберії, Нігерії та Сьєрра-Леоне.

## Морфологічна характеристика
Довжина голови і тулуба від 107 до 157 мм, довжина хвоста від 121 до 182 мм, довжина ступні від 31 до 37 мм, довжина вух від 22 до 28 мм. Верх коричневий. Боки золотисто-коричневі, лопаткова область світліша. Черевні частини білі. Ноги покриті рудим волоссям. Вуса чорні. Хвіст довший за голову і тіло, зверху червонуватий, знизу білий.

## Середовище проживання
Мешкає у тропічних лісах і вологих хащах.

## Спосіб життя
Це наземний вид.